# Miguel Aljovín Swayne
Miguel Javier Higinio Aljovín Swayne (Lima, 11 de enero de 1929 - Ibídem, 11 de marzo del 2005) fue un abogado peruano que ejerció como fiscal de la nación del Perú en el periodo 1997-2000 y luego fue procesado por el delito de encubrimiento tras archivar una denuncia contra Vladimiro Montesinos, exasesor presidencial durante el gobierno de Alberto Fujimori.

## Biografía
Miguel Aljovín nació en la ciudad del Centro de Lima, el 11 de enero de 1929. Fue hijo del médico Miguel Aljovín del Castillo y de Augusta María Florencia Swayne Pró.
Estudió la carrera de Derecho en la Pontificia Universidad Católica del Perú, en la cual obtuvo el título de abogado en el año 1954.
Su hija Augusta María Aljovín de Losada está casada con el historiador José de la Puente Brunke, hijo del reconocido catedrático José Agustín de la Puente Candamo.

## Trayectoria
El 29 de diciembre de 1993, fue nombrado como fiscal supremo titular del Ministerio Público. Luego en el año 1997, Miguel Aljovín fue elegido como fiscal de la nación del Perú, en reemplazo de la fiscal Blanca Nélida Colán, y juramentó el cargo el día 4 de enero.
En el año 1998, Aljovín acusó ante el Congreso de la República a la exfiscal Blanca Nélida Colán y a los miembros de la Comisión Ejecutiva del Ministerio Público por nombrar como fiscales supremos a tres magistrados que aparentemente no reunían los requisitos legales para ejercer estos cargos. El caso fue investigado por el Congreso de la República y luego quedó archivado, sin embargo, la Comisión Ejecutiva procesó a Aljovín.
Aljovín permaneció en el cargo de fiscal hasta el 25 de enero del año 2000 y fue reemplazado por la abogada Nelly Calderón Navarro.

## Acusaciones
Después de la caída del régimen de Alberto Fujimori, Miguel Aljovín fue acusado ante la Justicia por los presuntos delitos de cohecho pasivo propio, prevaricato, omisión del ejercicio de la acción penal, encubrimiento personal y rehusamiento del acto propio de la función en agravio del Estado. Ello debido a que Aljovín, durante su gestión como fiscal de la nación, archivó una investigación contra Vladimiro Montesinos, exasesor del presidente Alberto Fujimori, de tener cuentas bancarias de $2.000.000 depositados en el Banco Wiese. Adicionalmente, la exsecretaria de Montesinos, Matilde Pinchi Pinchi, declaró que compró cinco pasajes aéreos a Miami para Miguel Aljovín y su esposa Dulcinea Ríos con hospedaje en el hotel Hilton Blue. Además, les dio 50 000 dólares de bolsa de viaje y dos relojes de oro marcas Rolex y Cartier. Asimismo, la otra secretaria de Montesinos, María Arce Guerrero, declaró que Aljovín visitó el Servicio de Inteligencia Nacional (SIN), en compañía de su secretaria María Loayza Gárate, para firmar el peritaje a favor de Montesinos.
Aljovín fue declarado como reo contumaz por no haber acudido al inicio del juicio oral y luego sentenciado por el Ministerio Público a siete años de prisión.

## Fallecimiento
El 11 de marzo del 2005, Miguel Aljovín falleció a los 76 años debido a un ataque cardiaco. Su deceso fue anunciado por su abogado, Julio Rodríguez Delgado, quien afirmó que Aljovín se encontraba internado en la clínica Ricardo Palma del distrito de San Borja.